# Shein
Shein（シーイン、表記名：SHEIN IPA：[ˈʃiːɪn]、 中国語：希音、 拼音：Xīyīn）は、中華人民共和国のオンラインファストファッション小売業者（D2C）である。世界220か国で販売を行う越境EC企業となり、中国の「ZARA」とも呼ばれ、圧倒的低価格なアパレル業者として認知されている。

## 概要
2008年10月、中国南京市でITエンジニアであったクリス・シュー（Chris Xu）こと許仰天によって設立された。南京希音電子商務（南京领添信息技术有限公司）として創業し、ZZKKOブランドとしてウェディングドレスのネット通販を前身としており、設立当初は小売り業者ではなく、ドロップシッピング業者と見做されていた。2021年時点で同社は衣料品のデザインや製造には一切関与しておらず、世界の衣料工場と呼ばれる広州の衣料品市場から製品を調達している。
2022年時点で評価額は1,000億ドル（約12兆3,700億円）を突破し、これは大手ファストファッションブランドである「ZARA」と「H&M」を合わせた時価総額である約10兆円を越える金額となり、1,000億ドルを超える株式未上場のヘクトコーン企業としてはTikTokを運営するバイトダンス（約44兆7,000億円）と、アリババ系フィンテック企業であるアントグループ（約39兆6,000億円）の3社のみとなる。
2014年、シーインは中国のeコマース事業者であるロムウィー（Romwe）の買収を行い完全子会社とする。2021年頃から同社はデザインの盗用や商標など知的財産権の侵害、労働者に対する人権侵害や製品の安全性や健康上の懸念など、いくつかの問題が取り沙汰されており、ブルームバーグ ビジネスウィークなどによれば、シーインのビジネスモデルは米中貿易戦争の恩恵を受けているとの報道がなされている。

## 歴史
創業者である許仰天は1984年山東省生まれ。SEO開発者として南京青島情報技術株式会社に勤めており、国際市場における中国の価値を知った許はその後起業した。2008年10月、南京希音電子商務として広州市で創業しており、創業当初はウェディングドレスに特化したオンライン通販を行うも上手く行かず、事業転換を行いながらSNS経由のD2Cアパレル事業にシフトしており、2015年に「SheInside」から「SHEIN」にリブランドが行われた。
中国発の企業ながら中国国内向けのサイト運営をしていないため、中国国内での認知度はほとんど無く、ケイティ・ペリーを始め、数多くのインフルエンサーを起用したSNSによる積極的な情報発信を行ったことでアメリカのZ世代に認知され、廉価であったことからアメリカ国内で人気に火が付いており、2021年にはAmazonを抜き最もダウンロードされた携帯用アプリランキングで首位に躍り出ている 。6月には売上高でH&MやZARA、FOREVER 21を追い抜き、業界最大手ブランドとなった。
2020年12月には日本語版サイトが開設された他、2022年10月から、日本初の実店舗として大阪・心斎橋に期間限定で「SHEIN POPUP OSAKA」を出店していた。11月には常設店舗である「SHEIN TOKYO」を東京・原宿にオープンし、現在も運営中である。同店舗は初の常設店舗であり、心斎橋の期間限定店舗と同じように商品の販売を行わず展示のみとしている。

## 販売戦略
店舗を一切構えず、オンラインのみに特化した販売を行い、ミニマムロットとなる100単位で多品目展開を軸とすることから、毎日3千から5千の新作がサイトに上アップされているが、これは、ZARAにおける年間の新作総数に匹敵し、1週間で10万点を超える新作総量となるため、生産サイクル速度でファストファッション代表格のZARAを凌駕することから、新たに「スーパーファストファッション」や「リアルタイムファッション」と呼ばれる概念が作りあげられている。
購入すればするほど特別値引きが適用されるうえ、ポイントプログラムやクーポンの配布、購入後の紹介動画やセール情報が含まれたハッシュタグなど、TikTokなどSNSと連動したUGCによってミームカルチャーとして拡散するため、これによって購買行動が加速する仕組みとなっている。また、SNS発信にはKOL（Key Opinion Leader）と呼ばれる影響力のある主要インフルエンサーに依頼するのでは無く、フォロワー数は少ないものの、親近感の沸くKOC（Key Opinion Consume）を大量に採用した。情報発信を行うことで毎月6点の無料提供特典が得られるほか、YouTube、Instagram、Snapchat、TikTok、Facebookなどで活動する個々のKOCによる積極的な情報発信が行われたことが認知度上昇に繋がり、これが購買行動の原動力となっている。なお、地域毎に感性や流行も違うため、@shein_us @shein_japanなど国ごとに独立したSNS運営が行われている。
売れ筋を商品を見つけるため常にA/Bテストを行っており、異なるスタイルや生地、色の組み合わせを行った試作品を小ロットで製作し、手始めにオンラインテスト販売が行われ、結果が良好であった方の商品の大量生産が開始されると同時にSNSを活用した広告活動が開始されることで人気商品が形成されている。また、通常テスト販売は本社を置く国で行われることが一般的であるが、これは、サンプルとなる人種の母数が限られるため、欧米ブランド製品がアジア人には適さないなどの問題が発生し、国際市場で展開するには向いていないため、シーインでは人種のるつぼであるアメリカで優先的に行っており、この結果を受け欧州やオーストラリア、中東での販売戦略が策定されている。

## サプライチェーン
南京、深圳、広州、杭州4つの都市にバイヤーとデザイナーで構成された計800名にもなる調査チームがあり、ビッグデータやAIを活用したマーチャンダイジングに関するデータ分析に秀でており、各種eマーケットプレイスの販売傾向やトレンド、ワード検索などGoogle Trends Finderを活用した分析を行い、今後流行するであろうデザインや生地、色彩などのトレンドを知衣科技（ジーイー）が開発したSaaS「AIアシストデザイン」を用いて予測することで、コストを抑えた消費者に好まれる商品開発が行われている。なお、10億元以上のアパレル企業の70%でAIアシストデザインが導入されており、このソフトを利用することでデザイナーの業務効率を3倍以上向上させることに成功している。

### 製造
シーインは自社工場を有しておらず、300から400のコアサプライヤーと1,000を超える協力サプライヤーと提携し巨大サプライチェーンが形成されている。自動化が進んだ超大型工場での一括大量生産を嫌い、小規模な工場と提携し、多品目小ロット生産を前提とした戦略を軸としており、サプライヤー募集要項には納期が7日から11日、100から500のロット受注が可能であることが規定されている。なお、サプライヤー側からは小ロットで採算が取れるのか疑問が呈されているが、シーインでは「個性が重要視される時代に突入しており、今後、小ロット生産は重要視される」と説得し、代わりに長らく続く支払い期限の商習慣であった90日を30日に変更するなどの好条件を提示することでこれを解決した。
従来のファッションブランドは本部で商品の企画と開発を行い、貿易部門が原材料の仕入れを行った上で海外工場において製造が行われる工程が一般的となるが、シーインでは全ての工程を中国国内（主に広州市番禺区）に構築し、出荷場所から5時間圏内に工場を集積させているため、企画から出荷まで最短3日、平均2週間という驚異的なリードタイムを創り出すことに成功している。なお、一例としてZARAでは平均一月前後の時間を要しているとされる。
協力サプライヤー全ての工場にシーイン独自の管理システム「SCMシステム」がインストールされており、ローンチされた商品の販売状況がリアルタイムで監視共有されており、売れ行きが良ければ在庫調整や生産指示が自動で入り、この情報を基に工場は生産に着手する仕組みとなっている。なお、これはFactory-to-consumer（F2C）やConsumer-to-Manufacturer（C2M）呼ばれる概念である。

### ロジスティクス
仏山市、南沙、ベルギー、インド、アメリカの東海岸と西海岸に自社物流倉庫を抱え、ロサンゼルス、リエージュ、マニラ、義烏、南京に合計7つのカスタマーセンターを抱える。生産された製品は全て唯品会が運営する倉庫に隣接する広東省仏山市の物流センターに送られ、ここで5,300名の倉庫従業員によって発送作業が行われた後、DHLやフェデックスなどの航空会社によって世界各地に向けた発送が行われている。2020年4月17日には、爆発的な注文が入ったことで発送作業に支障が出ており、急遽他部署から900名にも上る応援人員を投入するも一向に解決せず、この数日後に新規受注を一時停止するとの発表が行われている。
2015年には、サウジアラビアでサイト運営を開始するも、ラストワンマイル問題に直面しており、この問題解決に2年の歳月を要している。中東地域ではEコマースに対する期待値が高いものの、人口が少なく住所が不確かであるため電子決済が普及しておらず、現金での着払いが一般的であったが、地元配送業者と協力し、最終的に代引き支払い率を30%台にまで下げることに成功した。この結果、中東での売り上げが爆発的に伸びており、2017年のピーク時には、同地域に出店している全越境ECサイトの売り上げを上回る売り上げをシーイン一社で稼ぎ出している。
アメリカの個人向け小包はCBP法第321条（通称：デ・ミニミス法）により、1人あたり800ドル以下の輸入に関し免税となっており、これは、店舗を構える既存のファストファッションブランドは商品を大量に仕入れるため輸入関税が掛けられており、到底太刀打ちできるものでは無いとの指摘がなされている。日本向けも同様の指摘がある。

## 諸問題

### 製品の安全性に関する懸念
トロント大学のミリアム・ダイアモンド教授が監督するテレビドキュメンタリー番組Marketplace内の調査で、カナダ保健省の安全規制で許容される量の約20倍の鉛を含む幼児用ジャケットを販売したことが指摘された。また、米国の調査では多数の衣類から発癌物質も発見されている。 同社は、許容鉛量の5倍を超える赤い財布も販売しており、 シーインはこの2品の販売を直ちに中止し、問題に対処するまで該当サプライヤーの供給を停止するとMarketplaceに対し通告した。
2024年、韓国ソウル市はシーインで販売されている子供靴から、韓国の安全基準の428倍に相当するフタル酸エステルを、さらに女性用下着から安全基準の2.9倍を超過するアリルアミンを検出した。このほか、口紅からも黄色ブドウ球菌を検出している。

### 知的財産の侵害
2018年、商標登録されているジーンズのステッチをコピーしたとして、リーバイス社から提訴された。この件は法廷外で和解した。
2021年、ドクターマーチンのブーツで知られるAirWair International Limited社は、シーインとその姉妹会社ロムウィー（Romwe）が、ドクターマーチン社の写真を無断で使用し、コピー品をマーチンと謳い販売したとして提訴した。これに対してシーインはAirWair Internationalの主張を全面否定している。2021年3月にはラルフローレン社は商標侵害および不正競争行為で提訴している。訴状でラルフローレン側は「混同するほど類似した」マークを付けた服を販売することは、「本物のラルフローレン製品の営業権と評判」の搾取であると述べている。
シーインはまた、多くのアーティストや小規模なファッション小売業者からデザインを盗用されたと訴えられている。

### 顧客データ漏洩問題
2018年、ユーザー642万人分の電子メールアドレスとパスワードが漏洩する。セキュリティ専門家はシーインの「受動的なサイバーセキュリティ戦略」と「顧客情報を十分に保護できないこと」を批判した。

### 不快な商品に対する批判
2020年7月、消費者から鉤十字の付いたネックレスが販売されていることを指摘され、後にサイトから削除された（販売者はそれはナチスを示すものではなく、仏教の宗教的シンボルの卍であるとの釈明を行っている）。2021年5月、シーインは手錠をかけられた黒人男性の画像がチョークで描かれた携帯電話ケースを販売したとして批判を浴びた。シーインはこの不快な画像について、デザインを作成した人の許可なく画像を使用したことについて謝罪を表明した。

### インドでの規制
2020年6月、プライバシーに関する懸念から、インド国内でシーインのアプリが禁止された。インドの電子情報技術省は、他の59の中国製アプリとともに、2000年の情報技術法（Information Technology Act, 2000）の中でシーインのアプリを分離することを決定し「この種のアプリはインドの主権と統合性に脅威を与えるという最近の信頼できる情報提供を受け、インド政府は（モバイルおよびモバイル以外のインターネット対応デバイスの両方において）使用しないことに決定した」と述べている。また、ITA-2000法は、中央政府に「あらゆるコンピュータ資源を通じたあらゆる情報の公開アクセスを遮断するための指示を出す権限」を与えている。しかし、ITA-2000法の適用を受けない他のウェブサイトを経由したシーイン製品の購入は合法である。

### 人権問題
2021年8月、シーインは自社工場が国際標準化機構（ISO）と国際的な就労環境評価基準であるSA8000の認証を受けているとウェブサイト上で発表したが、これに関し異議が唱えられており、イギリスで2015年に立法化した現代奴隷法に違反しているとみなされている。ロイターによれば、シーインはオーストラリアでも同様の奴隷禁止法に関し違反しているとされ、スイスの民間人権支援団体パブリック・アイによる調査では、広州6拠点の従業員が中華人民共和国労働法に違反し、週75時間以上働いていることが同様に指摘されている。